# Libro

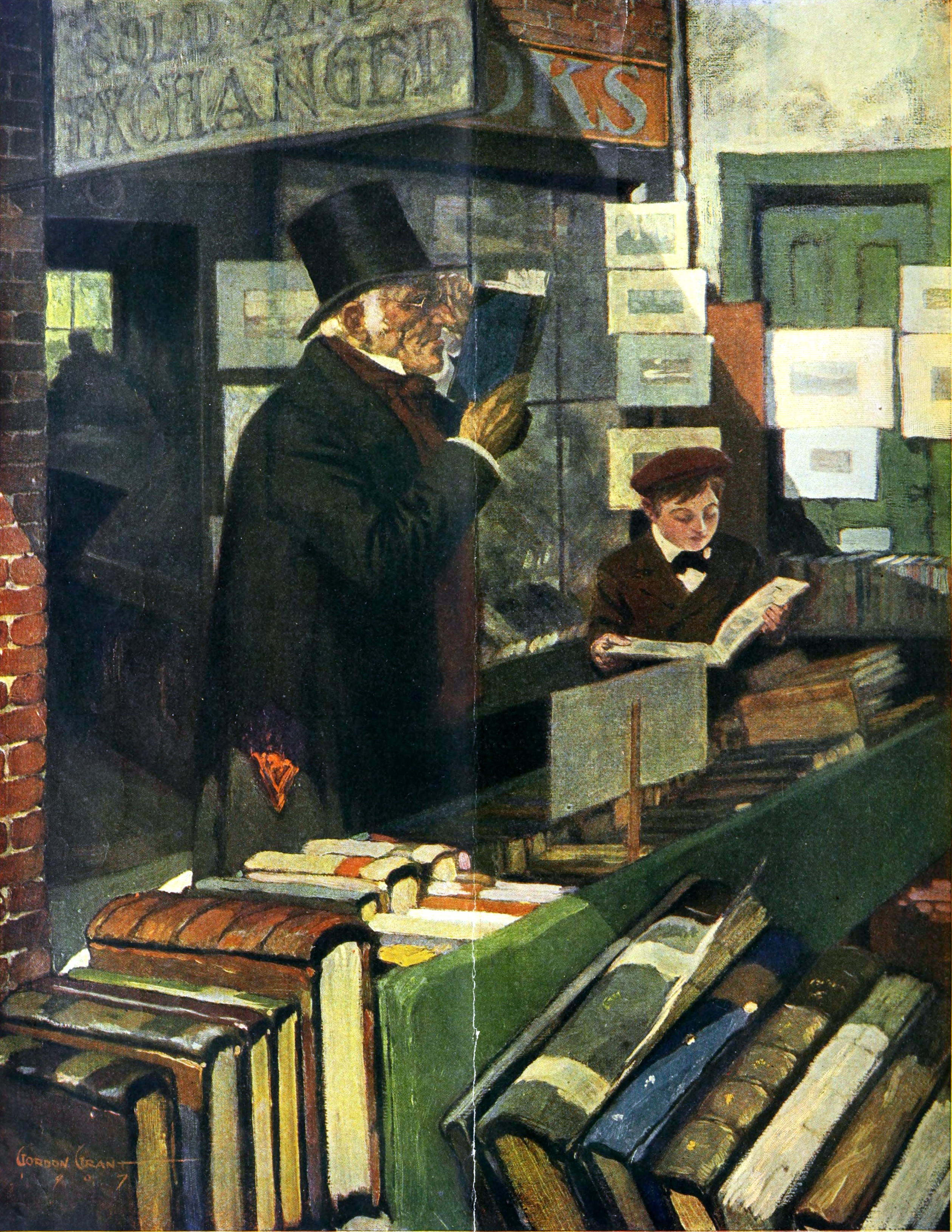
Los cazadores de libros (The book hunters), 1909.

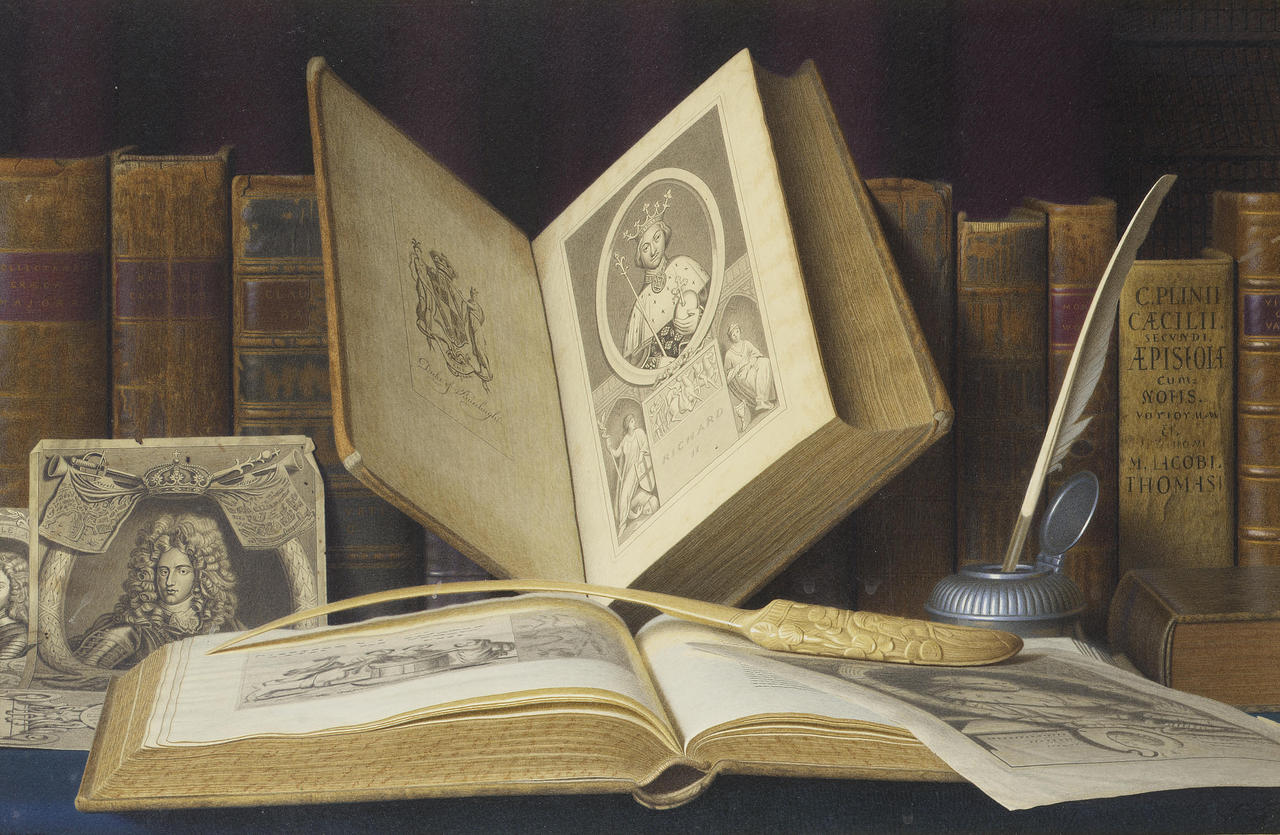
In a library we are surrounded by friends (En una biblioteca estamos rodeados de amigos), L. Block, 1901.

Un libro (del latín liber, libri) es una obra impresa, manuscrita o pintada en una serie de hojas de papel, pergamino, vitela u otro material, unidas por un lado (es decir, encuadernadas) y protegidas con tapas, también llamadas cubiertas. Un libro puede tratar sobre cualquier tema. Según la definición de la Unesco, un libro debe poseer al menos veinticinco hojas (49 páginas), pues de veinticuatro hojas o menos sería un folleto; y de una hasta cuatro páginas se consideran hojas sueltas (en una o dos hojas).
También se llama «libro» a una obra de gran extensión publicada en varias unidades independientes, llamadas tomos o volúmenes. Otras veces se llama «libro» a cada una de las partes de una obra, aunque físicamente se publiquen todas en un mismo volumen (ejemplo: Libros de la Biblia).

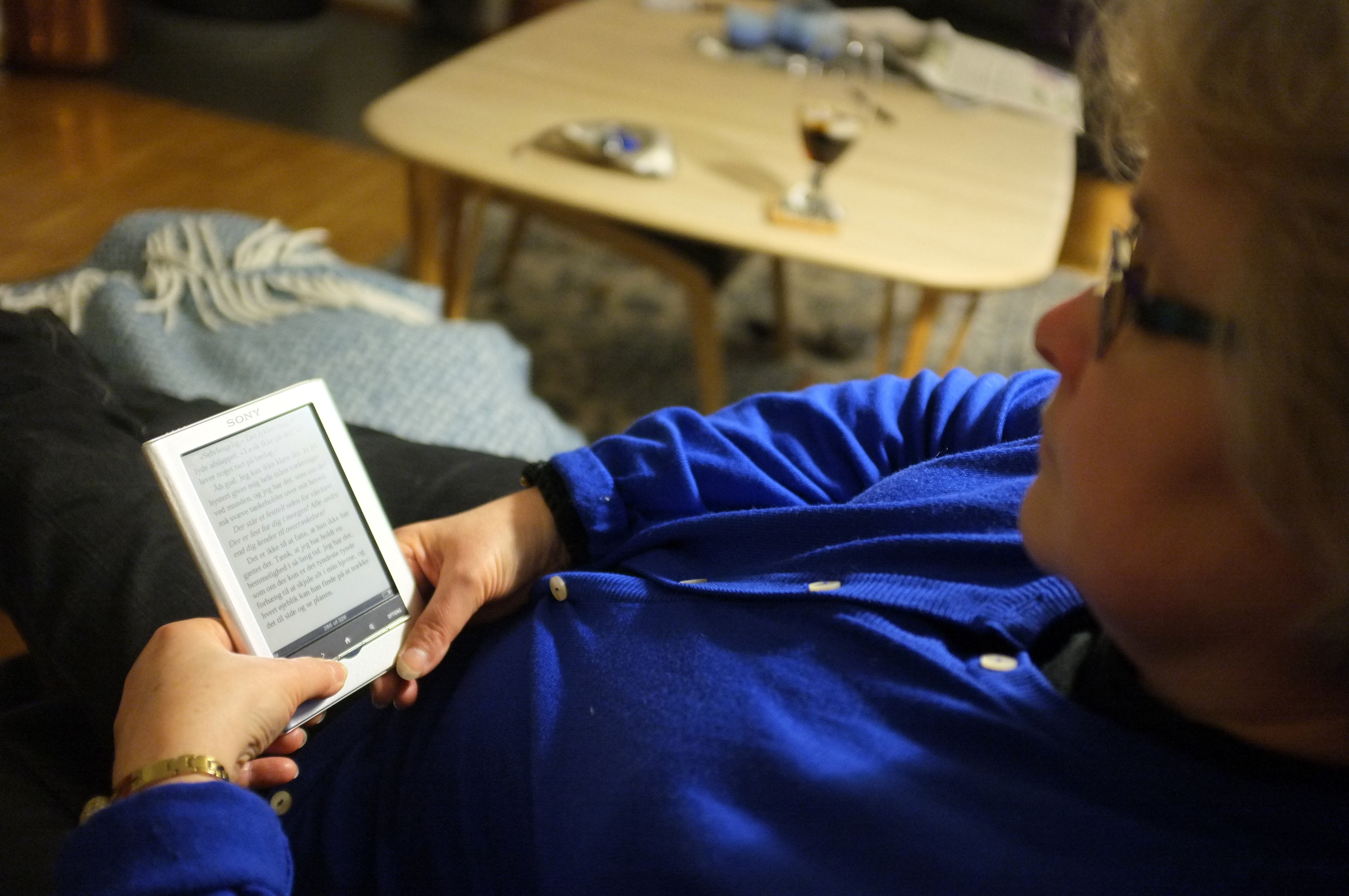
Persona leyendo un libro electrónico en un lector digital.

No obstante, esta definición no queda circunscrita al mundo impreso o de los soportes físicos, dada la aparición y auge de los nuevos formatos documentales y especialmente de la World Wide Web. El libro digital o libro electrónico, conocido como e-book, está incrementado su uso en el mundo del libro y en la práctica profesional, bibliotecaria y documental. Además, el libro también puede encontrarse en formato de audio, en cuyo caso se denomina audiolibro.

## Historia

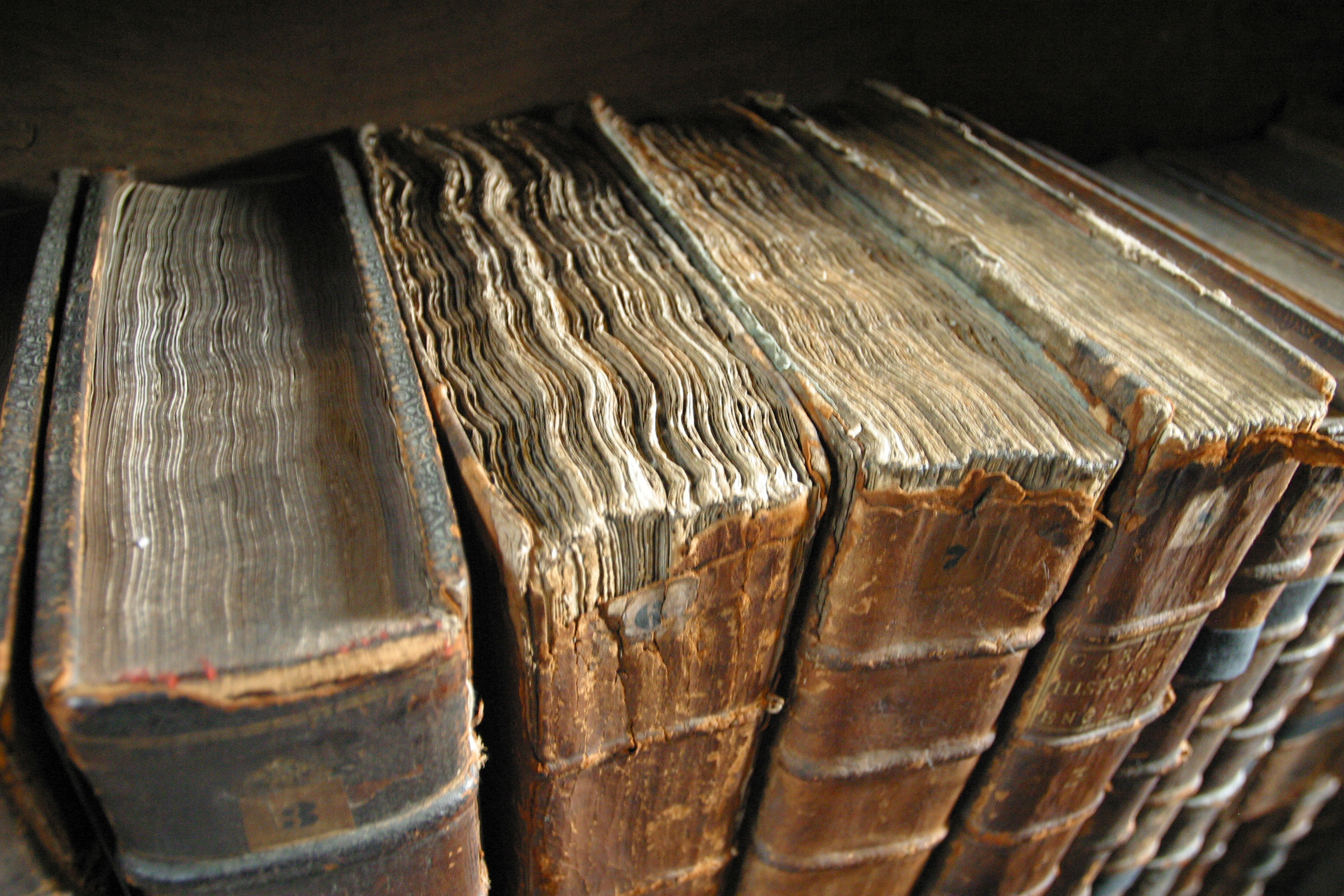
Libros antiguos en la biblioteca de Merton College (Universidad de Oxford, Reino Unido).

Desde sus orígenes la humanidad ha tenido que hacer frente a una cuestión fundamental: la forma de preservar y transmitir su cultura, es decir, sus creencias y conocimientos, tanto en el espacio como en el tiempo.
El planteamiento de esta cuestión supone, por un lado, determinar la forma de garantizar la integridad intelectual del contenido de la obra y la conservación del soporte en el que fue plasmada y, por otro, encontrar el medio por el cual se mantendrá inalterada la intención o finalidad para la cual se concibió.
Los orígenes de la historia del libro se remontan a las primeras manifestaciones pictóricas de nuestros antepasados, la pintura rupestre del hombre del paleolítico. Con un simbolismo, posiblemente cargado de significados mágicos, estas pinturas muestran animales, cacerías y otras escenas cotidianas del entorno natural del hombre antiguo que trataba de dominar las fuerzas adversas de la naturaleza, capturando su esencia mediante su representación.

### Comunicación oral y formas rudimentarias
Las señales gestuales fueron la primera forma de expresar y transmitir mensajes. La palabra hablada es la manera más antigua de contar historias. Mediante fórmulas de valor mnemotécnico se estructuraban narraciones, que pasaban de generación en generación como valiosa herencia cultural de los más diversos grupos humanos. Dichas reglas mnemotécnicas ayudaban tanto a la memorización como a la difusión de los relatos. Es el caso de los poemas homéricos, que han merecido valiosos estudios sobre el particular. Posiblemente, gran parte de las tradiciones y leyendas han tenido semejante inicio. Esta transmisión oral tenía el inconveniente de los «ruidos» que deformaban el mensaje. La mayoría de las veces era el narrador (rapsoda, aeda, juglar) quien en función de sus intereses la deformaba de una u otra forma.

### La escritura
Cuando los sistemas de escritura fueron creados en las antiguas civilizaciones, el hombre utilizó diversos soportes de escritura: tablillas de arcilla, óstraco, placas de hueso o marfil, tablas de madera, papiros, tablillas enceradas, planchas de plomo, pieles curtidas, etc.
La escritura fue el resultado de un proceso lento de evolución con diversos pasos: imágenes que reproducían objetos cotidianos (pictografía); representación mediante símbolos (ideografía); y la reproducción de sílabas y letras.
Los más antiguos vestigios de escritura se encuentran, hacia finales del IV milenio a. C., en el Antiguo Egipto, con jeroglíficos, y la antigua Mesopotamia, mediante signos cuneiformes (escritura cuneiforme; utilizaban una varilla con sección triangular, que al hendir en placas de arcilla, dejaba una marca en forma de cuña). La usaron los sumerios, acadios, asirios, hititas, persas, babilonios, etc. La escritura egipcia, que perduró más de tres milenios, mediante jeroglíficos, representaba ideas abstractas, objetos, palabras, sílabas, letras y números. Evolucionó en las escrituras hierática y demótica. Otros pueblos, como los hititas y los aztecas también tuvieron tipos propios de escritura.

### China

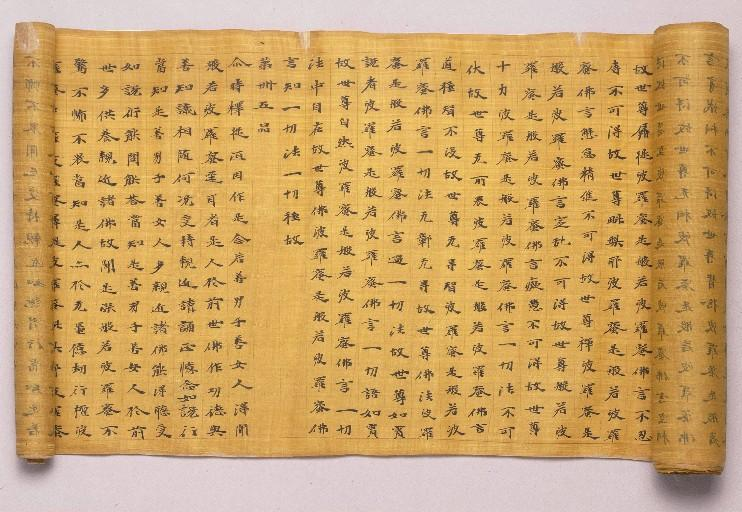
Manuscrito chino en seda del

La escritura china más antigua que se conoce son 50 000 inscripciones sobre conchas de tortuga que incorporan 4500 caracteres distintos, y data del 1400 a. C. en el yacimiento de Xiaotun, en la provincia de Henan. Pero los primeros libros reconocibles de China corresponden al siglo VI a. C., los jiance o jiandu, rollos de finas tiras de bambú o madera grabados con tinta indeleble y atados con cordel. Estos textos servían principalmente a causas institucionales, era la obra de funcionarios civiles o militares.
Desde Confucio en adelante (551-479 a. C.) los libros se convirtieron en importantes instrumentos de aprendizaje, se escribieron tratados de Filosofía, Medicina, Astronomía y Cartografía.
En el período de los reinos combatientes (475-221 a. C.) la seda se usó mucho como soporte para escribir. La tela era ligera, resistente al clima húmedo, absorbía bien la tinta y proporcionaba al texto un fondo blanco, sin embargo era mucho más cara que el bambú, es por esto que en ocasiones se hacía una copia en bambú antes de grabarse en seda los textos importantes.
La invención del papel según la tradición china, se atribuye a un eunuco de la corte imperial llamado Cai Lin en el 105 d. C. Usando nuevos ingredientes (trapos viejos, cáñamo, corteza de árbol y redes de pescar) creó un método de fabricación de papel muy similar al que se usa hoy en día. Pero el papel tardó cientos de años en reemplazar al bambú y la seda: fue hasta finales del siglo II d. C. que la corte imperial lo usó en cantidades importantes. Esta innovación no se propagó fuera de China hasta el 610 d. C. aproximadamente, y alcanzó Europa a través de España hasta el siglo XII.
A mediados del siglo VIII los chinos inventaron la impresión xilográfica, o el grabado en madera, y la necesidad de reproducir un gran número de textos e imágenes budistas, calendarios, manuales de adivinación y diccionarios promovió una rápida y temprana propagación de la xilografía. El primer libro impreso chino que se ha encontrado es el Sutra del diamante del 868 d. C.
Los impresores chinos crearon los tipos móviles hacia el siglo XI, el escritor chino Ch'en Kua (1030-1095) narra la historia de esta invención en su libro de cosas vistas y oídas (Mengshi Pitan), según el escritor el herrero JenTsung de la dinastía de los Song del norte entre 1041-1049 logró crear caracteres móviles, para esto utilizó arcilla endurecida al fuego sobre la cual había grabado unos caracteres móviles que fijó sobre una plancha de hierro impregnada de resina de pino, cera y cenizas. También se le atribuye la creación de una mesa giratoria para guardar los caracteres, esta técnica se llamaba tipografía tablearia. Hacia el 1300 Wang- Tcheng, un técnico agrónomo, emplazó la arcilla por madera de azufaifo, que era mucho más dura. Pero este avance no revolucionó la imprenta hasta el punto que lo hizo Gutenberg en Europa 400 años después. A diferencia de las lenguas europeas, el chino escrito requiere miles de caracteres únicos, lo que hace mucho más eficaz los bloques de madera individuales que los enormes conjuntos de tipos reutilizables. En contraste con el declive de las artes de los escribas en occidente en los siglos que siguieron a la creación de la imprenta de tipos móviles, la caligrafía china conservó su prestigio, era un arte. No obstante, a finales del siglo XV, China había producido más libros que el resto del mundo junto.
Los árabes aprendieron la técnica para fabricar papel de sus contactos con China en el siglo VIII, y este se introdujo en Europa en el siglo XII a través de la España musulmana.

### Corea
La obra xilográfica más antigua encontrada hasta nuestros días es el Dharani Sutra de Corea, datado en el 751 a. C., aunque no se sabe quién fue el inventor de la xilografía los chinos y coreanos fueron los que impulsaron la impresión xilográfica, principalmente para editar textos religiosos. El budismo chino y coreano fue el vehículo que trasmitió la xilografía a Japón. Pero Corea realizó muchos otros avances que revolucionaron la manera de imprimir y en consecuencia el libro.
Entre 1234 y 1239, los coreanos que se habían refugiado en la isla de Gwanghwa, debido a la invasión mongol, no disponían de madera dura. Fue entonces cuando imprimieron 28 ejemplares de los 50 volúmenes del Go geum sang jeong ye mun con caracteres móviles metálicos. La obra del año 1239 describe el método utilizado y termina diciendo: impreso para la eternidad con caracteres de nueva fabricación. Más tarde el rey Taejong puso en funcionamiento un taller que contribuía a la difusión de la escritura y en 1403, el tercer año de su reinado, se restableció la fundición nacional, el Jujaso, donde se fabricaban caracteres móviles de imprenta, realizó la primera fundición de tipos móviles en bronce. Cabe señalar que la invención de la tipografía coreana es de primordial importancia para la religión, particularmente el budismo, el confucionismo, y el taoísmo.
Durante el reinado del tercer hijo de Taejong, Sejong aumentó el número de centros dedicados a la enseñanza. En la capital existían cuatro escuelas, un colegio para el pueblo y una escuela para la familia real y sus parientes. El libro se convirtió en la herramienta primordial de los esfuerzos de alfabetización que, incluso llegaron a las provincias y pueblos lejanos. Los niños varones tenían que seguir las clases que les inculcaban las nociones básicas como la escritura y la lectura.
Los caracteres fueron mejorando con el tiempo, buscaban una forma más cuadrada y más regular que los precedentes, facilitando así la composición. Durante la invasión japonesa (1592-1598) un general japonés llevó caracteres móviles y libros a Japón, así el país pudo desarrollar su imprenta. En cambio, la imprenta coreana retrocedió a partir de ese momento, se volvió a la madera para la fabricación de tipos móviles y cada la producción de libros decayó.
Sin duda alguna la dinastía Joseon fue el gran periodo para los libros coreanos, se sabe de 32 fundiciones de caracteres móviles metálicos y más de 350 modelos diferentes. A pesar de las dificultades Corea supo desarrollar e incluso exportar sus técnicas de imprenta. China no utilizó caracteres móviles hasta finales del siglo XV, en 1490, por su parte, Japón adoptó la técnica tipográfica coreana a finales del siglo XVI en 1592.

### Egipto

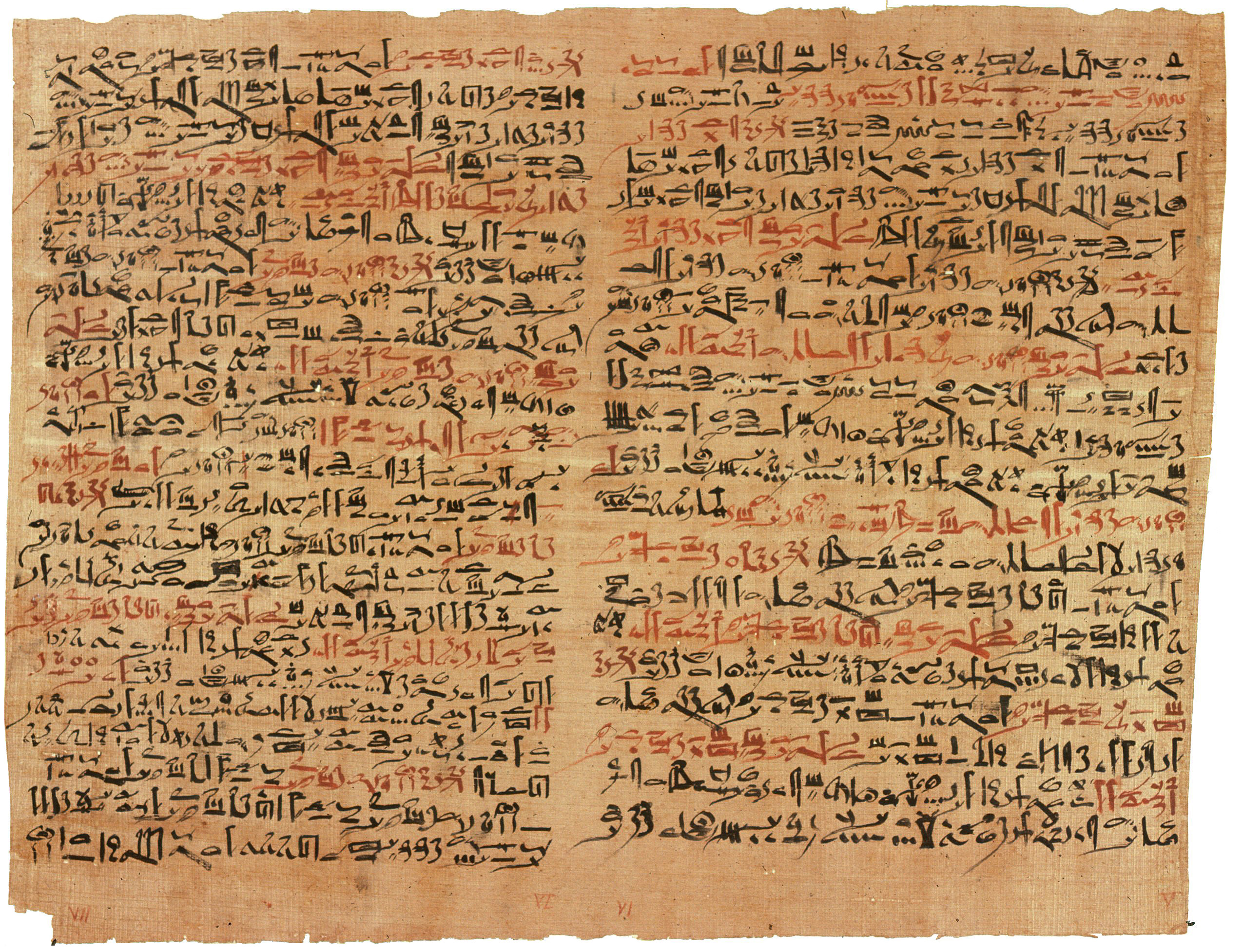
Papiro egipcio en hierático del 1600 a. C.

Egipto creó el papiro y lo exportó a todo el Mediterráneo, se usaba para plasmar textos en Egipto, Grecia y Roma. La fabricación del papiro era complicada y dado que las láminas de papiro estaban hechas de dos capas superpuestas, por cada cara discurría una veta distinta, de ahí que se denomine recto donde el grano discurría de forma horizontal y verso en donde el grano discurría en vertical, sin embargo solo se escribía en la cara interna que era la más lisa. Las láminas se pegaban para hacer un rollo.
El arte en el perfeccionamiento de la técnica de escritura tiene que ver con la sustitución del papiro por el pergamino. Los faraones y gobernantes egipcios ejercieron un monopolio sobre la fabricación del papiro hasta el siglo XII (ya con los musulmanes). Decidían el precio de las ocho variedades de papiro del mercado, y aplicaban a su gusto medidas de presión o sabotaje. A principios del siglo II a. C., el rey Ptolomeo V, corroído por la envidia, intentaba perjudicar a una biblioteca rival situada en la ciudad de Pérgamo (actual Turquía) que, al igual que la Biblioteca de Alejandría, intentaba atraer a los sabios de la época. Hizo encarcelar a su bibliotecario, Aristófanes de Bizancio, cuando supo que éste planeaba instalarse en Pérgamo bajo la protección del rey Eumenes II. Furioso por la posible competencia, Ptolomeo interrumpió el suministro de papiro al reino de Eumenes para doblegar a la biblioteca enemiga privándola de la materia prima que hasta entonces era el mejor material de escritura existente. El embargo impulsó un gran avance que llevaría el nombre de la ciudad. En Pérgamo perfeccionaron la antigua técnica oriental de escribir sobre cuero. En recuerdo de la ciudad que lo universalizó el producto mejorado se llamó «pergamino». Unos cuantos siglos más tarde, este hallazgo cambió la fisonomía y el futuro de los libros.
A partir del siglo I d. C., el pergamino comenzó a competir con el papiro. Se cree que aquel surgió en Pérgamo, en la actual Turquía. El pergamino tenía la ventaja de resistir condiciones de humedad, era más duradero y podía doblarse sin romperse, también podía rasparse para limpiarlo y ser reutilizado.
Es muy poco lo que se conoce de las bibliotecas egipcias, un pequeño testimonio es el templo de Horus, donde en uno de los muros están los títulos de 37 libros que eran parte de las bibliotecas.

### Grecia
La escritura alfabética hizo más accesible la lectura y la escritura. El alfabeto griego se desarrolló entre los siglos VI y V a. C. Era puramente fonético, a diferencia de los ideogramas chinos; un erudito chino podía dedicar toda su vida a dominar miles de caracteres, en comparación, el alfabeto griego podía aprenderse en unos días. El uso de la escritura se incrementó en Atenas hacia el siglo V a. C.
En relación con el uso de la escritura y de los libros, se conocían entre los griegos los oficios siguientes:
- Había escribientes, cuya profesión consistía en copiar, a quienes llamaban bibliographi
- Otros que pintaban las letras, a los cuales les daban el nombre de kalligraphoi
- Asimismo había bibliopolæ cuyo nombre se daba a los libreros que vendían los libros.

Estos entre los griegos no se vendían encuadernados sino enrollados en dos varillas, una en el principio y otra en el final, de modo que se desenrollaban para leerlos con la mano izquierda arriba cogiendo el extremo de la varilla del principio y se recogía con la mano derecha en la del final. Así, una obra solía constar de varios rollos o libros de papiros cosidos de una extensión más o menos definida.
En los griegos, aparece el comercio de los libros alrededor del siglo V a. C. en el apogeo de la literatura. Las obras magistrales de poesía, historia y otras ramas eran distribuidas en tiempo de Sócrates y Aristófanes. Los libros eran manufacturados comercialmente y se empezaba una exportación a ultramar. Por otro lado, las copias de los libros eran alquiladas a altos precios y aquellas personas que poseían dinero podían pagar copistas privados para copiar los textos deseados. La distribución de las obras no implica ganancias económicas para sus autores. Entre las obras más difundidas y favoritas de los griegos, se encuentran la Ilíada y la Odisea de Homero, seguido de Demóstenes y Eurípides.
En Atenas, los libreros tenían tiendas públicas y en ellas se reunían ordinariamente los literatos para leer los libros nuevos que se escribían.

### Roma
Entre los romanos se conocían las siguientes profesiones relacionadas con los libros:
- Los copistas de libros, llamados librarii.
- Los encargados de venderlos o bibliopolæ.
- Unos esclavos instruidos en el arte de encolarlos o pegarlos, conocidos con el nombre de glutinatores.

En tiempo de la república las personas acomodadas tenían en sus casas muchos copistas o secretarios, la mayor parte esclavos o libertos, para copiar los manuscritos nuevos. Pero en tiempo de Augusto los vendedores de libros, bibliopolæ, se introdujeron en Roma y comenzaron a verse tiendas de libros, que solían estar cerca de la entrada de los templos y de los edificios públicos, y en particular en el Foro Romano. Los libreros fijaban en sus puertas los títulos de las obras que tenían en venta para que con un golpe de vista pudiese cualquiera enterarse de lo que había en ellas.
En la Roma imperial los escritos podían encontrarse en todas partes. La administración cotidiana produjo un flujo constante de documentos, la alfabetización rudimentario era habitual, incluso en las clases bajas, lo que provocó que en el siglo I d. C. hubiera un crecimiento del público lector, ya no se escribía para un círculo de amigo íntimos, sino para un público anónimo, pero la clase alta siguió conservando la cultura literaria oral tradicional.
En el siglo III d. C. empezó el declive del imperio romano y las invasiones bárbaras causaron una contracción de la cultura escrita. Muchas instituciones escolásticas cayeron, a excepción de las mantenidas por la iglesia cristiana.
Durante los primeros siglos de la era cristiana apareció el códice, una de las más importantes y perdurables revoluciones de la historia del libro. Era más compacto y fácil de manejar que los rollos, podía utilizarse ambas caras del papel, lo que le permitía contener más texto. Aunque el códice tenía claras ventajas, el rollo siguió en uso durante varios siglos. La monarquía inglesa continuó usando rollos para registrar sus leyes hasta la Edad Media.
Con el advenimiento de la imprenta, se inicia la época de expansión bibliográfica, de la modernidad y del pensamiento crítico, facilitado en la actualidad con el acceso a la información en otro tipo de fuentes, tales como periódicos, revistas, Internet, etc. No obstante, el valor del libro es perdurable a través del tiempo.

### Edad Media

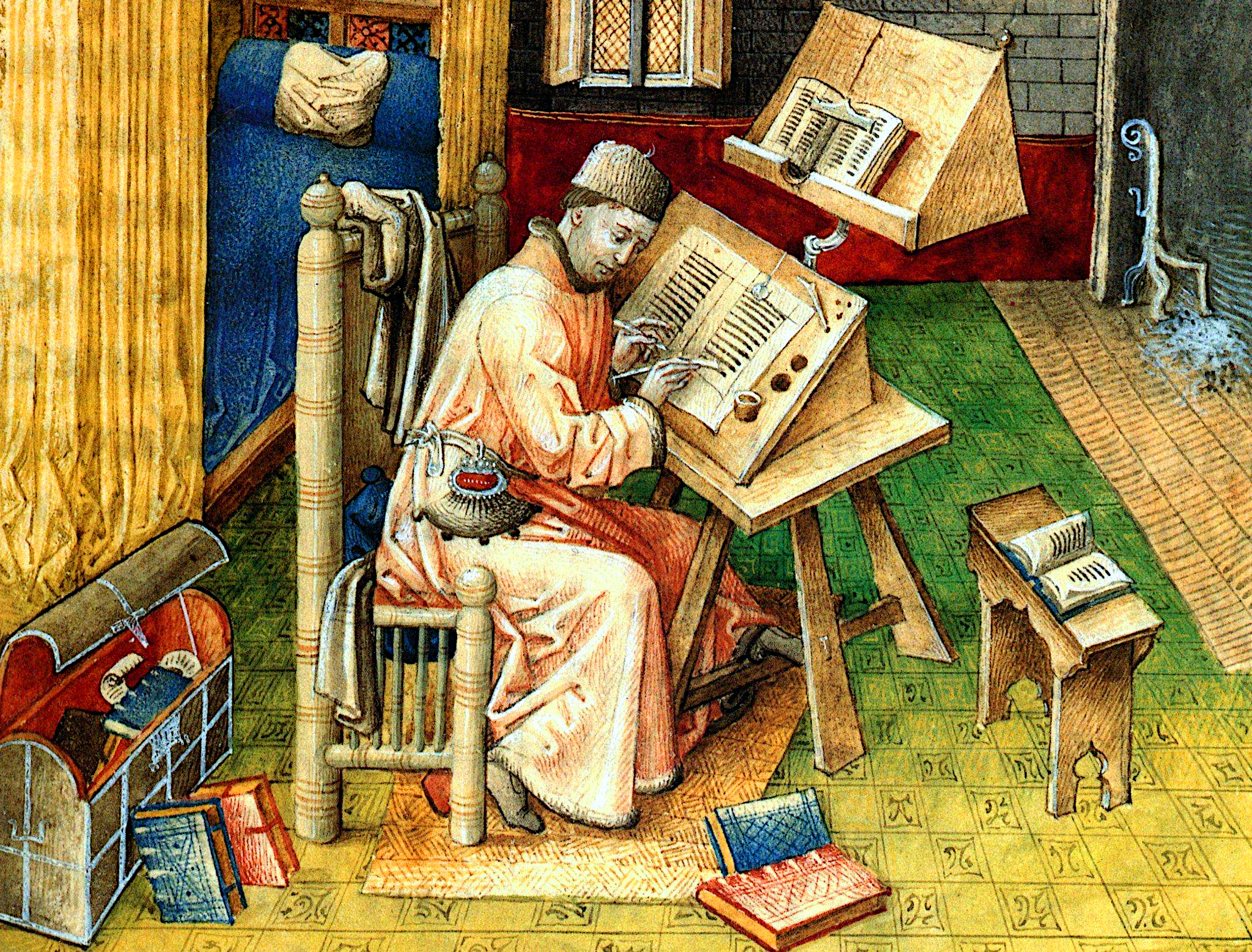
Copista del

Antes de la invención de la imprenta era muy costosa la adquisición de una obra importante y se vendía lo mismo que una heredad o casa, por medio de escritura pública y bajo condiciones particulares. Los historiadores citan muchos ejemplos de lo escasos que eran en la Edad Media los libros y de lo caros que se vendían en Europa. Saint-Loup, abad de Ferrleres, envió dos de sus monjes a Italia el año 855, con el solo objeto de sacar una copia del Tratado de la Oratoria de Cicerón y de algunos otros libros latinos, de los cuales no poseía sino algunos fragmentos. En el siglo XII ejemplar de la Biblia y otro de las cartas de San Jerónimo eran poseídos en común por varios monasterios de España, que se servían de ellos simultáneamente. El abate Lebeuf menciona una colección de homilías por las cuales se dieron en Bretaña, en el siglo XI, 2000 carneros y tres moyos de grano. La copia de los manuscritos se hacía entonces con tanta pausa y lentitud, que una copia de la Biblia sacada en cinco meses se consideró como un prodigio de velocidad. Habiendo legado un particular en 1406 a una iglesia de Parts, un breviario para el uso de sus capellanes y para los sacerdotes pobres, se resolvió a fin de conservar tan preciosa alhaja y de cumplir al mismo tiempo los deseos del testador, encerrarlo en una caja de hierro. En el siglo XV todavía no se prestaban los libros sino con muchas garantías y seguridades.
Con el fin de que las obras se conservaran y reprodujeran, se acostumbraba en algunos monasterios a que cada novicio copiara antes de profesar el libro que el superior le señalaba a cuya costumbre debemos muchos libros preciosos de la antigüedad, que sin esta medida no habrían llegado hasta nosotros. Los monasterios contribuyeron con este y otros medios a la conservación de muchos escritos y documentos preciosos que se salvaron, en medio de la borrasca universal de la Edad Media, en aquellos monasterios donde se refugiaron y encontraron acogida las ciencias y las letras.

## El libro antiguo

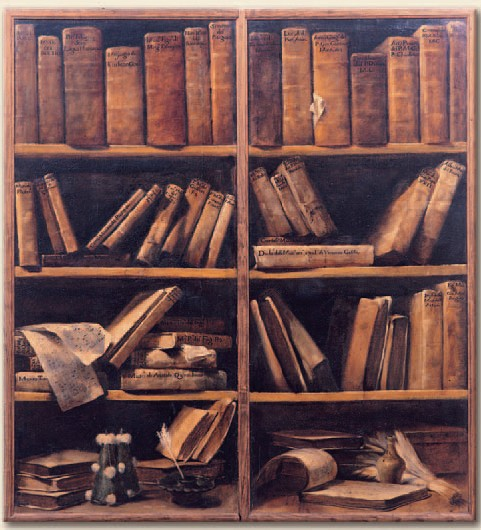
Trampantojo que representa una estantería, obra de Giuseppe Maria Crespi.

El libro comprendido como una unidad de hojas impresas que se encuentran encuadernadas en determinado material que forman un volumen ordenado, puede dividir su producción en dos grandes períodos: desde la invención de la imprenta de tipos móviles hasta 1801, y el periodo de producción industrializada.
El libro antiguo es aquel que fue producido en el período manual de la imprenta, es decir que fue impreso con tipos móviles metálicos, estos libros fueron publicados desde la creación de la imprenta en el siglo XV hasta el siglo XIX.
La aparición de la imprenta de tipos móviles en 1444, revolucionó el proceso de producción del libro, aunque algunos procesos de la fabricación se mantuvieron igual que en la época de los scriptoria, la imprenta hizo relativamente más sencilla la producción de libros.
La coexistencia del desarrollo de la imprenta con el comienzo del movimiento humanista y la reforma luterana impulsaron el crecimiento de la industria del libro, puesto que vieron en él un medio de difusión masivo. Pero también existían otras circunstancias que ayudaron a la propagación del libro impreso, el auge de las universidades desarrolló un mercado más amplio para los libros entre las élites intelectuales laicas y religiosas. En medio siglo, la segunda mitad del siglo XV, el libro impreso se convirtió en un importante negocio internacional, los libreros e impresores fueron ante todo empresarios. Pero el libro también debe su expansión a la atención que algunos monarcas y religiosos pusieron en la imprenta, en 1468 el papa Paulo II ordenó imprimir las epístolas de san Jerónimo, por su parte el rey de Francia Carlos VII mandó a Nicolás Jenson a Alemania para aprender la técnica de impresión, con el tiempo los más importantes soberanos en Europa protegieron el desarrollo de la imprenta.
La superioridad de la imprenta sobre la xilografía fue incuestionable, la escritura era regular, impresión a ambas caras, rapidez de impresión y la posibilidad de volver a utilizar los caracteres para imprimir otros textos.
Se puede establecer una cronología del libro antiguo dividida en siglos, tomando como base ciertas características comunes en un siglo determinado:
- Incunables siglo XV
- Renacentistas siglo XVI
- Barroco siglo XVII
- Neoclásico siglo XVIII
- Ilustrado siglo XIX

### El auge del libro

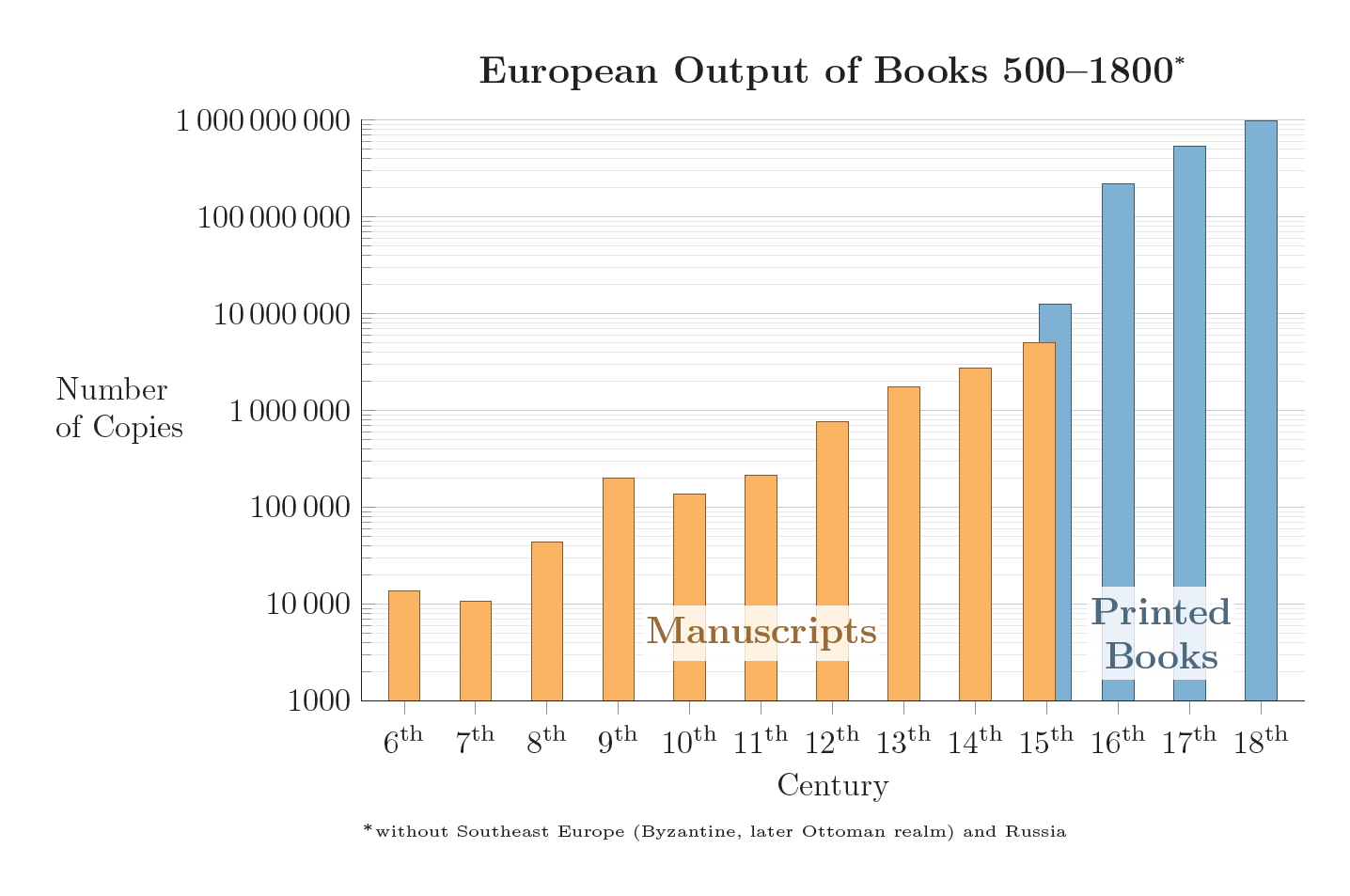
La producción de libros en Europa crecía desde 500 hasta 1800 por el factor de más de 70 000. El evento clave era la invención de la imprenta por Gutenberg en el.

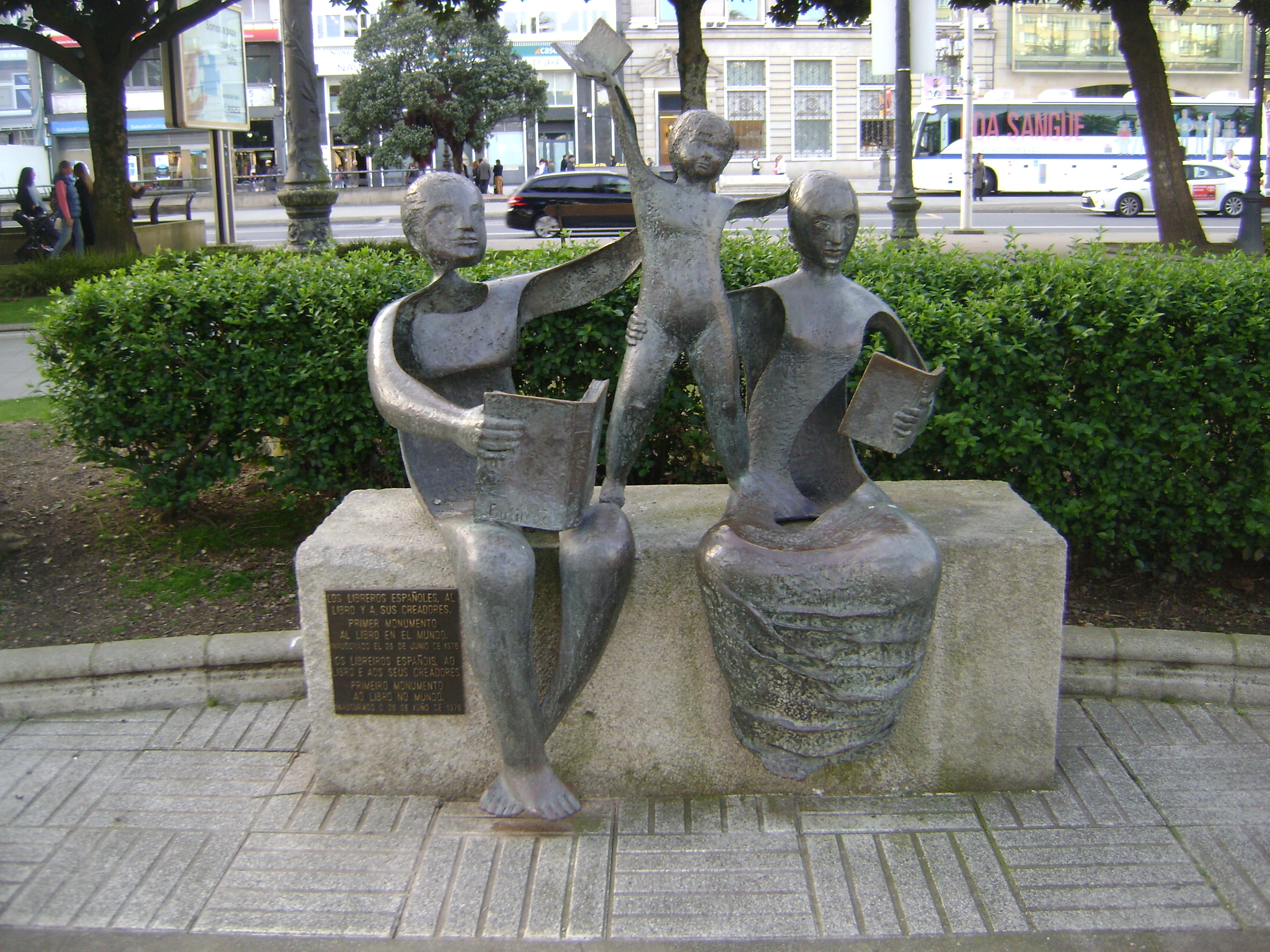
Monumento al libro, La Coruña, Galicia (España).

No es sino hasta mediados del siglo XVIII, una vez que el libro ha superado las dificultades tecnológicas que le impedían convertirse en una mercancía, que este inicia su rápido ascenso dentro del gusto de las minorías ilustradas de la sociedad.
La invención de la imprenta y el desarrollo del papel, así como la aparición de centros de divulgación de las ideas, permitieron la aparición del escritor profesional que depende de editores y libreros principalmente y ya no del subsidio público o del mecenazgo de los nobles o de los hombres acaudalados.
Además, surge una innovación comercial que convierte al libro en una mercancía de fácil acceso a los plebeyos y los pobres, que consiste en las librerías ambulantes, donde el librero cobra una cantidad mensual para prestar libros, que al ser devueltos le permiten al lector-usuario recibir otro a cambio.
El mismo libro, se convierte en un avance que da distinción a los lectores como progresistas en un siglo en que el progreso es una meta social ampliamente deseada y a la que pueden acceder por igual nobles y plebeyos, creando una meritocracia de nuevo cuño.
A pesar de lo anterior, la minoría que cultiva el gusto por el libro se encuentra entre los nobles y las clases altas y cultivadas de los plebeyos, pues solo estos grupos sociales saben leer y escribir, lo que representa el factor cultural adicional para el inevitable auge del libro.

### La censura de libros
Otro importante factor que fomentó el aprecio por los libros fue la censura, que si bien solía ejercerse también en periodos anteriores a los siglos XVII y XVIII, es precisamente en esta época cuando adquiere mayor relevancia, puesto que los libros se producen por millares, multiplicando en esa proporción la posibilidad de difundir ideas que el Estado y la Iglesia no desean que se divulguen.
En 1757 se publicó en París un decreto que condenaba a muerte a los editores, impresores y a los autores de libros no autorizados que se editaran a pesar de carecer de dicha autorización. La dura medida fue complementada con un decreto que prohibía a cualquiera que no estuviera autorizado a publicar libros de tema religioso. En 1774, otro decreto obligaba a los editores a obtener autorizaciones antes y después de publicar cada libro y en 1787, se ordenó vigilar incluso los lugares libres de censura.
Estas medidas lo único que lograron fue aumentar el precio de los libros y obligar a los libreros ambulantes a no incluirlos en su catálogo, con lo cual incrementaron el negocio de los libros prohibidos, que de esta manera tenían un mayor precio y despertaban un mayor interés entre la clase alta que podía pagar el sobrevalor, con lo cual se fomentaron en el exterior, en Londres, Ámsterdam, Ginebra y en toda Alemania, las imprentas que publicaban libros en francés. Así fueron editados hasta la saciedad Voltaire, Rousseau, Holbach, Morell y muchos más, cuyos libros eran transportados en buques que anclaban en El Havre, Boulogne y Burdeos, desde donde los propios nobles los transportaban en sus coches para revenderlos en París.
En tanto la censura se volvió inefectiva e incluso los censores utilizaron dicha censura como medio para promover a astutos escritores y editores. Así, por ejemplo, cuando el ministro Guillaume-Chrétien de Lamoignon de Malesherbes revocó la autorización para publicar L'Encyclopédie, fue él mismo quien protegió a la obra cumbre de la Ilustración para después distribuirla de manera más libre, lo mismo hizo para proteger Emile y La nouvelle Éloise.

Partes de un libro: 1. Faja. 2. Solapa. 3. Guarda. 4. Cubierta. 5. Cabeza o corte superior. 6. Frente o corte delantero. 7. Corte de pie. 8. Página impar, recto. 9. Página par, verso. 10. Lomo.

## Confección de un libro
Normalmente, un libro es impreso en grandes folios de papel, donde se alojan 8 páginas a cada lado. Cada una de estos grandes folios se dobla hasta convertirlo en una signatura de 16 páginas. Las signaturas se ordenan y se cosen por el lomo. Luego este lomo es redondeado y se le pega una malla de tela para asegurar las partes. Finalmente las páginas son alisadas por tres lados con una guillotina y el lomo pegado a una tapa de cartón. Toda esta tarea se realiza en serie, inclusive la encuadernación.
En el caso de que las hojas no sean alisadas mediante un proceso de corte, se habla de un libro intonso.
Las imprentas más modernas pueden imprimir 16, 32 y hasta 64 páginas por cara de grandes hojas, luego, como se mencionara más arriba, se las corta y se las dobla. Muchas veces el texto de la obra no alcanza a cubrir las últimas páginas, lo que provoca que algunos libros tengan páginas vacías al final del mismo, aunque muchas veces son cubiertas con propaganda de la editorial sobre textos del mismo autor o inclusive otros de su plantilla.
Los importantes avances en desarrollo de software y las tecnologías de impresión digital han permitido la aplicación de la producción bajo demanda (en inglés el acrónimo P.O.D.) al mundo del libro. Esto está permitiendo eliminar el concepto de «Libro Agotado» al poder reimprimirse títulos desde un solo ejemplar, y se está fomentando la edición de libros en tiradas muy cortas que antes no eran rentables por los medios tradicionales.
Como aplicación más innovadora, las librerías electrónicas más reconocidas están además ofertando a todo el mundo libros que no son fabricados hasta que son vendidos. Esto es posible solo por estar dados de alta en los sistemas de producción de compañías internacionales como Lightning Source, Publidisa, Booksurge, Anthony Rowe, etc.

## El libro electrónico

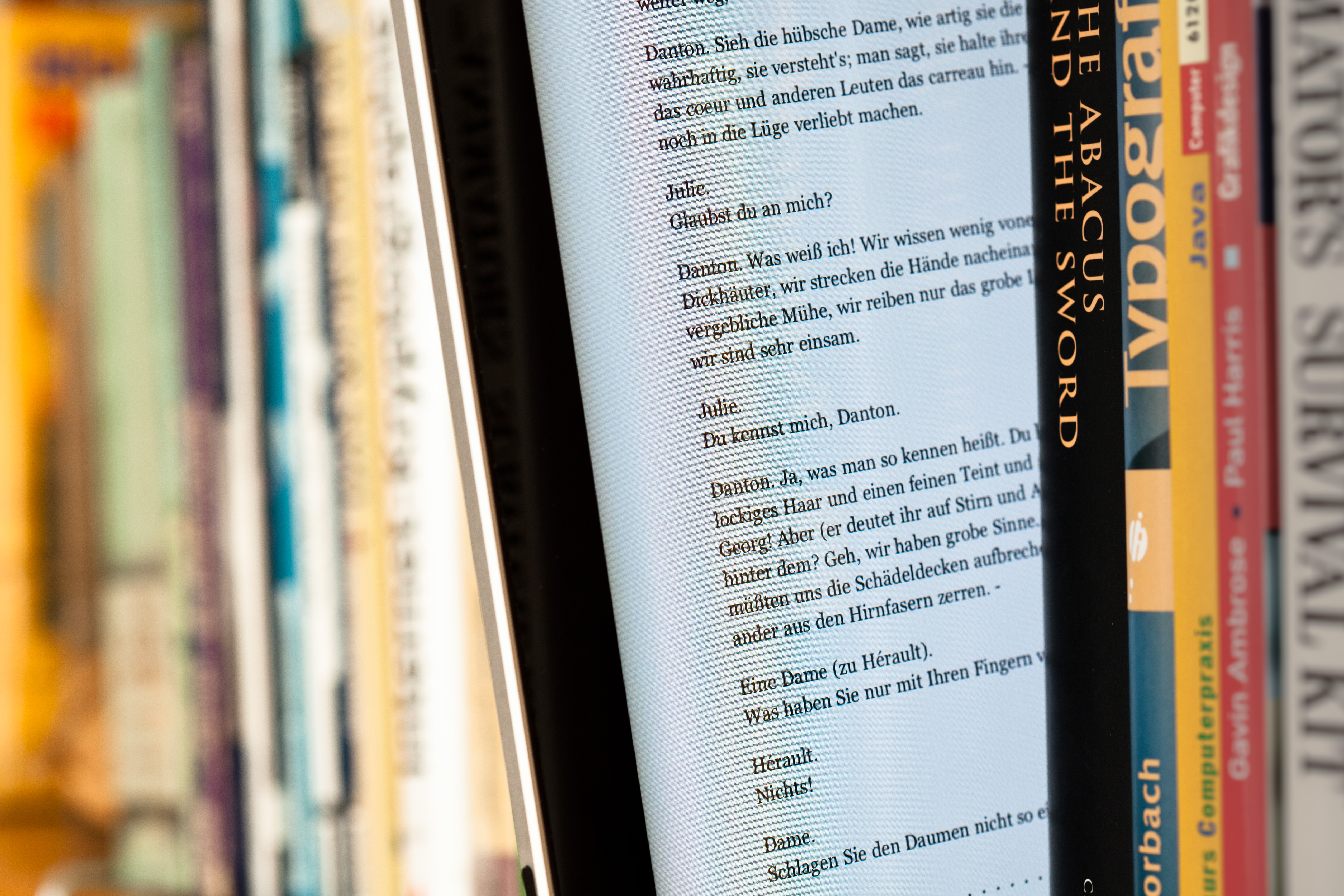
Libro electrónico entre libros de papel

A finales de 1971 comenzó a desarrollarse lo que hoy denominamos libro digital o electrónico. Michael Hart fue el impulsor del Proyecto Gutenberg, (que consistía en la creación de una biblioteca digital totalmente gratis), donde podíamos encontrar obras de autores como Shakespeare, Poe y Dante entre otros, todas ellas obras de dominio público. En 1981 se produce un importante avance, ya que sale a la venta el primer libro electrónico: Random House's Electronic Dictionary. Sin embargo, fue en marzo de 2001 cuando el libro digital (también conocido como eBook) experimentó su máxima expansión gracias al novelista Stephen King, quien lanzó al mercado a través de la red su novela Riding the Bullet. La obra, en apenas 48 horas, vendió 400 000 copias, al precio de dos dólares y medio la copia. El mes siguiente Vladímir Putin también sacó a través de Internet sus memorias.
Desde este momento comenzaron a aparecer varias editoriales electrónicas y muchas tiendas virtuales empezaron a incorporar libros electrónicos en sus catálogos.

## El libro como indicador de celebridad
En el año 2000 se recogían los siguientes datos:
«Si la celebridad de un individuo consiste en que se escriba un libro sobre él, […] Jesucristo es aún el personaje que goza de más fama en el mundo actual», dice el periódico británico The Guardian. Una investigación que tomó como base los libros de la Biblioteca del Congreso de Estados Unidos, con sede en Washington, D. C., reveló la existencia de 17 239 obras acerca de Jesús, casi el doble que de William Shakespeare, quien alcanza el segundo lugar, con 9801. Vladimir Lenin resulta el tercero, con 4492, seguido de Abraham Lincoln, con 4378, y de Napoleón I, con 4007. El séptimo puesto, con 3595, lo ocupa María, la madre de Jesús, quien es la única mujer entre los treinta principales. La siguiente es Juana de Arco, con 545. Encabeza la nómina de compositores Richard Wagner, tras quien vienen Mozart, Beethoven y Bach. Picasso es el número uno de los pintores, seguido de Leonardo da Vinci y Miguel Ángel. Da Vinci, sin embargo, se lleva la palma en la lista de científicos e inventores, superando a Charles Darwin, Albert Einstein y Galileo Galilei. «No figura ningún personaje vivo en los treinta primeros lugares», agrega el rotativo.

## Partes del libro
- Sobrecubierta: no todos los libros la tienen, pero es relativamente frecuente.
- Cubierta: se llama también «pasta» es consistente. Constituye el aspecto externo del libro y se extienden por la cubierta, lomo y la contracubierta.
- Lomo: es donde se imprimen los datos de título, número o tomo de una colección, el autor, logotipo de la editorial, etc.
- Guardas: hojas que unen las tapas con el resto del libro.
- Página de derechos de propiedad o de créditos: reverso de la portada. Es la página de propiedad literaria o copyright, editor, fechas de las ediciones del libro, reimpresiones, depósito legal, título en original si es una traducción, créditos de diseño, etc.
- Hojas de cortesía o de respeto: folios en blanco que se colocan al principio y al final del libro.
- Anteportada o portadilla: va antes de la portada y se pone el título.
- Contraportada: página par posterior a la portadilla, generalmente blanca.
- Portada: se indican los datos del libro.
- Índice: es una lista ordenada que muestra los capítulos, artículos materias u otros elementos del libro, etc.
- Prefacio = Avant-propos.
- Preámbulo.
- Presentación.
- Cuerpo de la obra: conjunto de hojas que constituyen el texto del libro.
- Página: cada una de las hojas con anverso y reverso numerados.
- Cita.
- Dedicatoria: texto con el cual el autor dedica la obra, se suele colocar en el anverso de la hoja que sigue a la portada (no confundir con dedicatoria autógrafa del autor que es cuando el autor, de su puño y letra, dedica la obra a una persona concreta).
- Paratexto.
- Epígrafe.
- Prólogo o introducción: Es el texto previo al cuerpo literario de la obra.
- Capítulo.
- Bibliografía.
- Colofón.
- Epílogo.
- Biografía: en algunos libros se suele agregar una página con la biografía del autor o ilustrador de la obra.

## Tipos de libros
De acuerdo con el contenido los libros se pueden clasificar en:
- Científicos
- Literatura y lingüísticos
- De viaje
- Biografías
- Libro de texto
- Libros de gran formato (coffee table book)
- De referencia o consulta
- Monografías
- Recreativos
- Poéticos
- Juveniles
- Ficción
- Comedia